# 梅之木遺跡
座標: 北緯35度47分22秒 東経138度27分48秒 / 北緯35.78944度 東経138.46333度

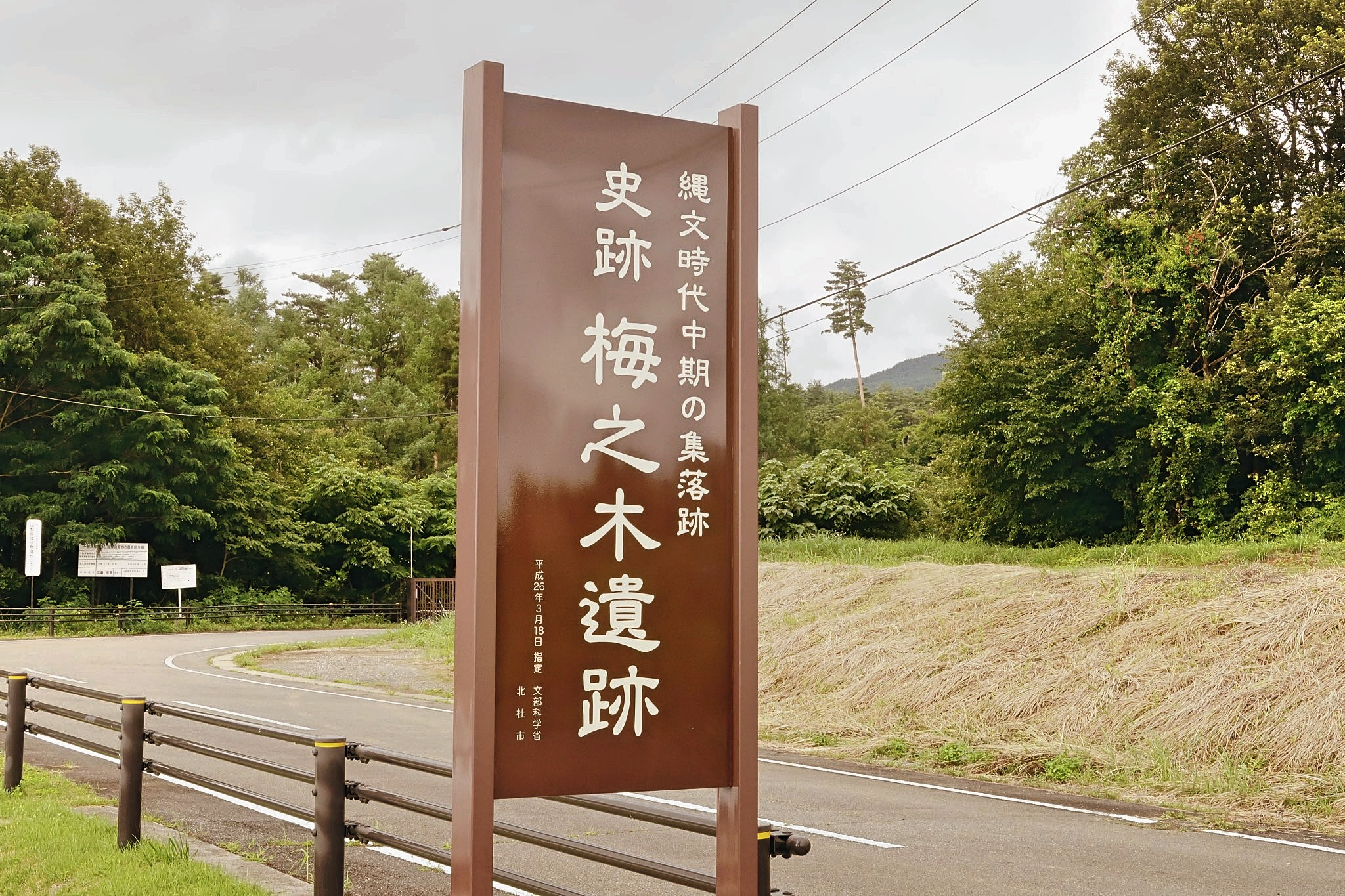
梅之木遺跡

梅之木遺跡（うめのきいせき）は、山梨県北杜市にある縄文時代中期中葉から末葉にかけての環状集落遺跡である。2014年（平成26年）3月18日に国の史跡に指定された。

## 概要・位置
八ヶ岳南麓に位置する北杜市にある、縄文時代中期後半、曽利式期の集落遺跡である。湯沢川南の尾根筋、標高770から790メートルの西向きの緩い斜面に位置する。土地改良事業にともない、2003年（平成15年）に記録保存のための調査を実施したところ、縄文時代の貴重な集落遺跡であることがわかり、2004年（平成16年）から2007年（平成19年）にかけてあらためて発掘調査が実施された。
外径100メートル、内径40メートルほどの環状の区域に竪穴建物が営まれた環状集落である。集落の中央には、建物遺構の確認されない「中央広場」と呼ばれる空閑地がある。2003年（平成15年）の発掘調査では竪穴建物147軒、土壙約400基が確認されている。また、縄文遺跡のほか、弥生時代の土壙、平安時代の竪穴建物、掘立柱建物、土壙なども確認されている。

## 縄文の道
集落の北側には湯沢川が西流する。この川は深い谷を形成しており、川床と集落の比高は12メートルで、川と集落の間は25度の急斜面になっている。湯沢川が集落の水源になっていたはずであり、調査関係者は、集落と川を結ぶ道が存在したはずだと考えた。調査の結果、幅1メートルほどの道状遺構が検出された（「縄文の道」と通称される）。斜面を削って幅1メートルほどの帯状の平坦面を造り出していること、環状集落と川岸の遺構の間、約70メートルを直結していることなどから、この遺構は「道」と認定されている。さらに、奈良・平安時代に形成された黒色土層の下層にこの道があること、伴出遺物が縄文中期の曽利Ⅱ式からV式の土器に限られることなどから、この道は縄文時代に造られたものとわかる。

## その他の遺構
上述の道を下りた先の川岸にも、敷石建物跡、集石土壙などの遺構が存在する。敷石建物跡は、調査の所見から縄文中期、曽利Ⅳ式期の建物跡とみられる。しかし、同じ時期に台地上に集落が存在したにもかかわらず、住み心地がよいとは考えがたい川岸にわざわざ建物を営んだ理由は不明である。集石土壙からは熱で赤変した拳大またはその2倍程度の大きさの石が多数見つかっており、調理に関する遺構とみられる。
なお、谷を挟んで向かいの北側にも同時期の遺構がないかどうか調査が行われた。これは、谷を挟んで両側に環状集落が並ぶ、いわゆる「双環状集落」である可能性が考えられたためである。調査の結果、北岸側には、縄文早期の遺物散布地や後期の土壙が確認されたものの、遺構の主体は弥生・古墳・平安時代のものであり、対岸の環状集落と同じ縄文中期の遺構は確認できなかった。
本遺跡は、台地上の環状集落と、そこから急な斜面を下った先の川岸の遺構、これらをつなぐ道の存在など、縄文時代中期の生活を立体的に把握することのできる遺跡である。また、川岸に存在する、山梨県下では最古に属する敷石建物の存在から、この時代の生活の多様性がうかがえる。